# NHKガイド
『NHKガイド』（エヌエイチケイガイド）は、日本放送協会で放送されていた広報番組である。同名のテレビ番組とラジオ番組があった。

## ラジオ『NHKガイド』
NHKで放送予定の注目番組の紹介、放送番組審議会の会議報告（月末1回）、公開番組や各種イベントの案内、新ラジオ歌謡などを放送していた。
1976年度に不定期放送の番組として開始され、1990年10月6日に定期放送となった。オープニングテーマ音楽は2008年まで放送されていた『ふれあいラジオパーティ』のものをそのまま使用していた。
NHKラジオ第1放送とNHKワールド・ラジオ日本で毎週土曜日に放送され、2010年度までは夜の時間帯（19:15-19:30→19:20-19:30）を原則として放送していた。その後『NHKきょうのニュース』の土曜・日曜の放送が19:20まで延長されたため『NHKガイド』は短縮され、放送番組審議会の報告がある時は番組案内の時間が取れない場合があった。
2010年度までの担当者はNHKラジオセンターの関口泰雅。1994年度までは平日（プロ野球中継がある時を除く）にも現在と同じ時間で放送されていたが、関東・東海・近畿地方では19:20-19:30にローカルニュースを放送していた関係でその他の地域とNHKワールド・ラジオ日本への裏送り放送となっていた。
2011年4月からは土曜日8:45～8:55と朝の時間帯に移動し、担当者は古谷敏郎に交代。古谷は2015年3月28日まで担当。テーマ曲はエンディングのみ別の曲に変わった。2015年4月4日からは柿沼郭、さらに2016年4月9日からは高市佳明が担当していた。
2018年4月7日からの上半期は土曜日・日曜日の 10:55 - 11:00 と 15:55 - 16:00に、下半期10月からは土曜日・日曜日の 10:55 - 11:00に放送されていた。土曜日は「神門光太朗のラジオ見本市ミニ」と題して番組情報を、日曜日は「NHKからのお知らせ」と題して催し物その他の情報を伝えた。担当は土曜日が神門光太朗、日曜日は高市佳明。
2019年度からは、『らじるの時間』と名前を改め、放送時間も、全ての曜日で10:55 - 11:00に（平日は国会中継が最優先）、土日の19:50 - 19:55にも放送される。当初の担当は神門光太朗。これまで通り番組の案内や放送審議会の報告のほかに、NHKのネットラジオ「らじる★らじる」やラジオ番組を“読む”ウェブマガジン「読むらじる。」の魅力を紹介する。

## テレビ『NHKガイド』
『今晩の番組から』（1961～1974年度）の後身として、1975年度から1984年度まで放送された。平日は 19:27 - 19:30、週末は 18:40 - 18:45 → 19:17 - 19:20 に放送されていた。
番組紹介に加え、NHKの業務紹介、受信料制度や放送の役割に関するPRなども行われた。後継番組はテレマップ→NHKプレマップである（NHKプレマップ以降の変遷についてはNHKプレマップを参照）。